# Czinger
Czinger Vehicles Inc., plus connu sous le nom de Czinger, est un constructeur automobile américain de voitures de sport hybrides basé à Los Angeles, en Californie, en activité depuis 2019.

## Histoire
En 2019, l'entrepreneur américain Kevin Czinger a fondé la société Czinger Vehicles à Los Angeles, dans le but de développer des voitures de sport hybrides. Le premier véhicule développé et construit par l'entreprise était le 21C. À l'origine, la presentation de la voiture et de la marque Czinger elle-même devait avoir lieu au début de 2020 pendant le Salon de l'automobile de Genève mais le salon de l'automobile a été annulé en raison de la pandémie COVID-19.
Le lancement définitif du C21 de Czinger Vehicles a eu lieu en mars 2020 à Londres dans le cadre d'un événement dédié diffusé sur Internet.

## Modèle de véhicules
- 21C